# Municipio de Woodville (Carolina del Norte)
El municipio de Woodville (en inglés: Woodville Township) es un municipio ubicado en el  condado de Bertie en el estado estadounidense de Carolina del Norte. En el año 2010 tenía una población de 1.409 habitantes.

## Geografía
El municipio de Woodville se encuentra ubicado en las coordenadas 36°5′15.57″N 77°11′6.86″O / 36.0876583, -77.1852389.